# Australië op het Eurovisiesongfestival 2015

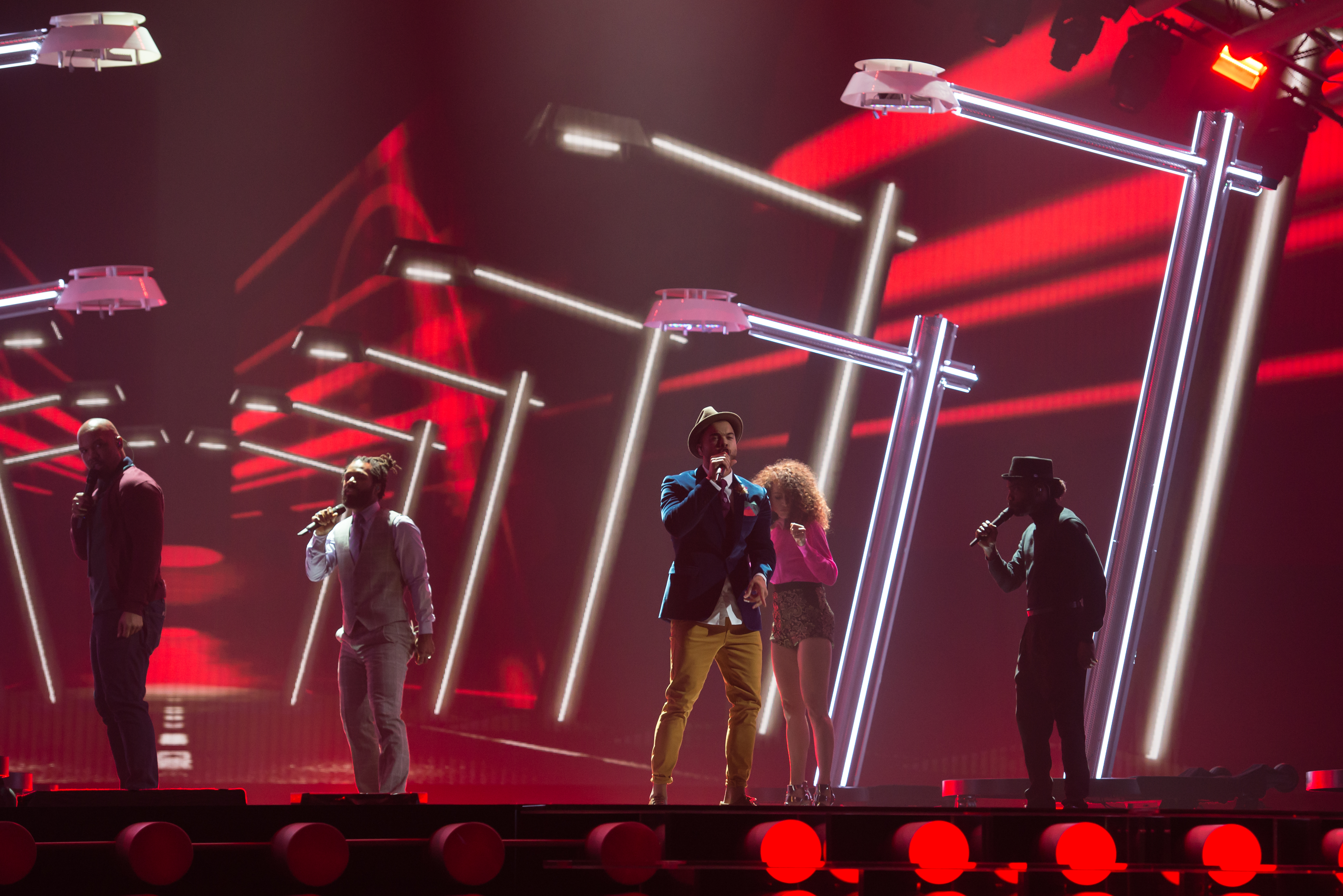
Guy Sebastian tijdens zijn optreden in Wenen

Australië debuteerde op het Eurovisiesongfestival 2015 in Wenen, Oostenrijk. SBS was verantwoordelijk voor de Australische bijdrage voor de editie van 2015.

## Selectieprocedure
SBS startte met het uitzenden van het Eurovisiesongfestival in 1983, maar kon vanwege geografische redenen niet deelnemen aan het festival. Om lid te kunnen zijn van de EBU, organisator van het Eurovisiesongfestival, dient men immers lid te zijn van de Raad van Europa en in het gebied ten noorden van 30ste breedtegraad en ten westen van de 40ste lengtegraad (en ten oosten van de Atlantische Oceaan) gelegen zijn; voorwaarden waaraan Australië niet voldoet. Op 10 februari 2015 maakte de EBU echter bekend dat Australië eenmalig zou mogen deelnemen aan het Eurovisiesongfestival 2015, en dit vanwege het zestigjarig jubileum van het festival. De EBU maakte ook meteen duidelijk dat het een eenmalig initiatief zou blijven, tenzij Australië het festival zou winnen (en in dat geval zou het festival in 2016 in Europa georganiseerd worden).
Op 5 maart maakte de Australische omroep bekend dat zanger Guy Sebastian via een interne selectie was verkozen om het land te vertegenwoordigen. Het nummer werd Tonight again, van zijn album Madness, dat in november 2014 verscheen.

## In Wenen
Australië kreeg van de EBU de toestemming om rechtstreeks deel te nemen aan de finale, zonder zich te moeten kwalificeren via een van de twee halve finales. Normaal gezien geldt dit voorrecht enkel voor de grote vijf Eurovisielanden, de vijf grootste financiële donoren, en het winnend land van het vorige jaar.
In de finale trad Australië als twaalfde van de 27 acts aan, na Giannis Karagiannis uit Cyprus en voor Loïc Nottet uit België. Australië eindigde als vijfde met 196 punten.

### Punten gegeven aan Australië

#### Finale
| 12 punten                                             | 10 punten                              | 8 punten                                                                       | 7 punten                          | 6 punten                       |
| ----------------------------------------------------- | -------------------------------------- | ------------------------------------------------------------------------------ | --------------------------------- | ------------------------------ |
| - Oostenrijk - Zweden                                 | - Noorwegen - Verenigd Koninkrijk      | - Denemarken - Hongarije - IJsland - Nederland - Polen - San Marino - Tsjechië | - Duitsland - Israël - Spanje     | - Italië - Malta - Wit-Rusland |
| 5 punten                                              | 4 punten                               | 3 punten                                                                       | 2 punten                          | 1 punt                         |
| - Estland - Finland - Griekenland - Ierland - Letland | - België - Cyprus - Moldavië - Rusland | - Albanië - Litouwen - Servië                                                  | - Frankrijk - Roemenië - Slovenië | - Armenië                      |

| Jury punten finale                 | Jury punten finale                          | Jury punten finale                                                                         | Jury punten finale                                                     | Jury punten finale |
| 12 punten                          | 10 punten                                   | 8 punten                                                                                   | 7 punten                                                               | 6 punten           |
| ---------------------------------- | ------------------------------------------- | ------------------------------------------------------------------------------------------ | ---------------------------------------------------------------------- | ------------------ |
| - Zweden - Oostenrijk - Polen      | - Letland - Nederland - Verenigd Koninkrijk | - Denemarken - Noorwegen - Israël - Italië - Moldavië - Rusland - San Marino - Wit-Rusland | - België - Griekenland - Hongarije - IJsland - Malta - Servië - Spanje | - Estland          |
| 5 punten                           | 4 punten                                    | 3 punten                                                                                   | 2 punten                                                               | 1 punt             |
| - Finland - Slovenië - Zwitserland | - Duitsland - Ierland                       | - Albanië - Cyprus - Frankrijk - Litouwen - Roemenië                                       |                                                                        | - Armenië          |

| Televoting punten finale       | Televoting punten finale | Televoting punten finale           | Televoting punten finale                        | Televoting punten finale                    |
| 12 punten                      | 10 punten                | 8 punten                           | 7 punten                                        | 6 punten                                    |
| ------------------------------ | ------------------------ | ---------------------------------- | ----------------------------------------------- | ------------------------------------------- |
| - Zweden                       | - Denemarken - Noorwegen | - Duitsland - IJsland - Oostenrijk | - Nederland - Spanje                            | - Malta - Verenigd Koninkrijk - Zwitserland |
| 5 punten                       | 4 punten                 | 3 punten                           | 2 punten                                        | 1 punt                                      |
| - Finland - Hongarije - Israël | - Estland                | - Ierland - Wit-Rusland            | - Azerbeidzjan - Griekenland - Litouwen - Polen | - Albanië - Cyprus - Letland                |

### Punten gegeven door Australië

#### Halve finale 1
| 12 punten | Servië          |
| 10 punten | Rusland         |
| 8 punten  | België          |
| 7 punten  | Georgië         |
| 6 punten  | Griekenland     |
| 5 punten  | Estland         |
| 4 punten  | Denemarken      |
| 3 punten  | Noord-Macedonië |
| 2 punten  | Hongarije       |
| 1 punt    | Roemenië        |

| Uitsplitsing jury/televoting | Uitsplitsing jury/televoting | Uitsplitsing jury/televoting | Uitsplitsing jury/televoting | Uitsplitsing jury/televoting | Uitsplitsing jury/televoting | Uitsplitsing jury/televoting | Uitsplitsing jury/televoting | Uitsplitsing jury/televoting | Uitsplitsing jury/televoting | Uitsplitsing jury/televoting |
| Volgorde                     | Land                         | A. Pelman                    | R. Wilkins                   | D. Spencer                   | A. London                    | J. Stone                     | Juryranking                  | Televoting                   | Eindranking                  | Punten                       |
| ---------------------------- | ---------------------------- | ---------------------------- | ---------------------------- | ---------------------------- | ---------------------------- | ---------------------------- | ---------------------------- | ---------------------------- | ---------------------------- | ---------------------------- |
| 01                           | Moldavië                     | 14                           | 10                           | 11                           | 16                           | 14                           | 15                           | 11                           | 13                           |                              |
| 02                           | Armenië                      | 13                           | 15                           | 14                           | 15                           | 16                           | 16                           | 12                           | 14                           |                              |
| 03                           | België                       | 16                           | 13                           | 1                            | 3                            | 2                            | 6                            | 2                            | 3                            | 8                            |
| 04                           | Nederland                    | 11                           | 6                            | 6                            | 7                            | 6                            | 7                            | 15                           | 12                           |                              |
| 05                           | Finland                      | 10                           | 14                           | 16                           | 9                            | 7                            | 12                           | 9                            | 11                           |                              |
| 06                           | Griekenland                  | 9                            | 3                            | 5                            | 5                            | 8                            | 5                            | 6                            | 5                            | 6                            |
| 07                           | Estland                      | 12                           | 5                            | 12                           | 10                           | 9                            | 10                           | 3                            | 6                            | 5                            |
| 08                           | Noord-Macedonië              | 4                            | 16                           | 9                            | 13                           | 12                           | 11                           | 5                            | 8                            | 3                            |
| 09                           | Servië                       | 2                            | 2                            | 13                           | 2                            | 4                            | 3                            | 1                            | 1                            | 12                           |
| 10                           | Hongarije                    | 3                            | 9                            | 4                            | 6                            | 5                            | 4                            | 13                           | 9                            | 2                            |
| 11                           | Wit-Rusland                  | 15                           | 12                           | 10                           | 14                           | 13                           | 14                           | 14                           | 15                           |                              |
| 12                           | Rusland                      | 1                            | 1                            | 2                            | 1                            | 1                            | 1                            | 4                            | 2                            | 10                           |
| 13                           | Denemarken                   | 7                            | 4                            | 8                            | 11                           | 10                           | 8                            | 7                            | 7                            | 4                            |
| 14                           | Albanië                      | 6                            | 11                           | 15                           | 12                           | 15                           | 13                           | 16                           | 16                           |                              |
| 15                           | Roemenië                     | 8                            | 8                            | 7                            | 8                            | 11                           | 9                            | 10                           | 10                           | 1                            |
| 16                           | Georgië                      | 5                            | 7                            | 3                            | 4                            | 3                            | 2                            | 8                            | 4                            | 7                            |

#### Halve finale 2
| 12 punten | Zweden       |
| 10 punten | Letland      |
| 8 punten  | Noorwegen    |
| 7 punten  | Israël       |
| 6 punten  | Cyprus       |
| 5 punten  | Slovenië     |
| 4 punten  | Litouwen     |
| 3 punten  | Malta        |
| 2 punten  | Azerbeidzjan |
| 1 punt    | Polen        |

| Uitsplitsing jury/televoting | Uitsplitsing jury/televoting | Uitsplitsing jury/televoting | Uitsplitsing jury/televoting | Uitsplitsing jury/televoting | Uitsplitsing jury/televoting | Uitsplitsing jury/televoting | Uitsplitsing jury/televoting | Uitsplitsing jury/televoting | Uitsplitsing jury/televoting | Uitsplitsing jury/televoting |
| Volgorde                     | Land                         | A. Pelman                    | R. Wilkins                   | D. Spencer                   | A. London                    | J. Stone                     | Juryranking                  | Televoting                   | Eindranking                  | Punten                       |
| ---------------------------- | ---------------------------- | ---------------------------- | ---------------------------- | ---------------------------- | ---------------------------- | ---------------------------- | ---------------------------- | ---------------------------- | ---------------------------- | ---------------------------- |
| 01                           | Litouwen                     | 7                            | 14                           | 15                           | 6                            | 9                            | 9                            | 7                            | 7                            | 4                            |
| 02                           | Ierland                      | 6                            | 2                            | 5                            | 9                            | 15                           | 6                            | 13                           | 11                           |                              |
| 03                           | San Marino                   | 17                           | 16                           | 17                           | 17                           | 16                           | 17                           | 17                           | 17                           |                              |
| 04                           | Montenegro                   | 16                           | 15                           | 9                            | 8                            | 8                            | 11                           | 11                           | 12                           |                              |
| 05                           | Malta                        | 13                           | 10                           | 14                           | 11                           | 10                           | 13                           | 4                            | 8                            | 3                            |
| 06                           | Noorwegen                    | 9                            | 3                            | 1                            | 2                            | 3                            | 2                            | 5                            | 3                            | 8                            |
| 07                           | Portugal                     | 14                           | 12                           | 12                           | 12                           | 7                            | 12                           | 12                           | 14                           |                              |
| 08                           | Tsjechië                     | 15                           | 13                           | 7                            | 10                           | 17                           | 15                           | 15                           | 15                           |                              |
| 09                           | Israël                       | 3                            | 17                           | 8                            | 5                            | 5                            | 7                            | 2                            | 4                            | 7                            |
| 10                           | Letland                      | 10                           | 4                            | 2                            | 4                            | 2                            | 4                            | 3                            | 2                            | 10                           |
| 11                           | Azerbeidzjan                 | 4                            | 6                            | 4                            | 3                            | 4                            | 3                            | 14                           | 9                            | 2                            |
| 12                           | IJsland                      | 5                            | 9                            | 16                           | 16                           | 14                           | 14                           | 10                           | 13                           |                              |
| 13                           | Zweden                       | 1                            | 1                            | 3                            | 1                            | 1                            | 1                            | 1                            | 1                            | 12                           |
| 14                           | Zwitserland                  | 11                           | 11                           | 13                           | 15                           | 13                           | 16                           | 16                           | 16                           |                              |
| 15                           | Cyprus                       | 2                            | 8                            | 6                            | 7                            | 6                            | 5                            | 8                            | 5                            | 6                            |
| 16                           | Slovenië                     | 8                            | 7                            | 10                           | 13                           | 12                           | 8                            | 6                            | 6                            | 5                            |
| 17                           | Polen                        | 12                           | 5                            | 11                           | 14                           | 11                           | 10                           | 9                            | 10                           | 1                            |

#### Finale
| 12 punten | Zweden    |
| 10 punten | Rusland   |
| 8 punten  | Italië    |
| 7 punten  | Letland   |
| 6 punten  | België    |
| 5 punten  | Servië    |
| 4 punten  | Noorwegen |
| 3 punten  | Estland   |
| 2 punten  | Israël    |
| 1 punt    | Georgië   |

| Uitsplitsing jury/televoting | Uitsplitsing jury/televoting | Uitsplitsing jury/televoting | Uitsplitsing jury/televoting | Uitsplitsing jury/televoting | Uitsplitsing jury/televoting | Uitsplitsing jury/televoting | Uitsplitsing jury/televoting | Uitsplitsing jury/televoting | Uitsplitsing jury/televoting | Uitsplitsing jury/televoting |
| Volgorde                     | Land                         | A. Pelman                    | R. Wilkins                   | D. Spencer                   | A. London                    | J. Stone                     | Juryranking                  | Televoting                   | Eindranking                  | Punten                       |
| ---------------------------- | ---------------------------- | ---------------------------- | ---------------------------- | ---------------------------- | ---------------------------- | ---------------------------- | ---------------------------- | ---------------------------- | ---------------------------- | ---------------------------- |
| 01                           | Slovenië                     | 20                           | 13                           | 26                           | 26                           | 26                           | 24                           | 19                           | 22                           |                              |
| 02                           | Frankrijk                    | 18                           | 12                           | 20                           | 14                           | 17                           | 21                           | 24                           | 24                           |                              |
| 03                           | Israël                       | 8                            | 25                           | 9                            | 9                            | 14                           | 11                           | 8                            | 9                            | 2                            |
| 04                           | Estland                      | 16                           | 16                           | 19                           | 10                           | 10                           | 13                           | 6                            | 8                            | 3                            |
| 05                           | Verenigd Koninkrijk          | 4                            | 23                           | 8                            | 19                           | 25                           | 18                           | 9                            | 11                           |                              |
| 06                           | Armenië                      | 19                           | 24                           | 25                           | 22                           | 24                           | 26                           | 13                           | 21                           |                              |
| 07                           | Litouwen                     | 17                           | 21                           | 21                           | 11                           | 9                            | 17                           | 12                           | 13                           |                              |
| 08                           | Servië                       | 13                           | 4                            | 22                           | 4                            | 8                            | 9                            | 3                            | 6                            | 5                            |
| 09                           | Noorwegen                    | 7                            | 7                            | 4                            | 6                            | 3                            | 3                            | 10                           | 7                            | 4                            |
| 10                           | Zweden                       | 2                            | 3                            | 3                            | 1                            | 2                            | 2                            | 1                            | 1                            | 12                           |
| 11                           | Cyprus                       | 3                            | 6                            | 17                           | 18                           | 12                           | 10                           | 17                           | 12                           |                              |
| 12                           | Australië                    |                              |                              |                              |                              |                              |                              |                              |                              |                              |
| 13                           | België                       | 24                           | 18                           | 2                            | 2                            | 4                            | 8                            | 2                            | 5                            | 6                            |
| 14                           | Oostenrijk                   | 5                            | 17                           | 15                           | 20                           | 21                           | 15                           | 20                           | 19                           |                              |
| 15                           | Griekenland                  | 22                           | 9                            | 16                           | 17                           | 15                           | 20                           | 11                           | 15                           |                              |
| 16                           | Montenegro                   | 26                           | 19                           | 18                           | 25                           | 23                           | 25                           | 21                           | 25                           |                              |
| 17                           | Duitsland                    | 12                           | 8                            | 14                           | 24                           | 11                           | 12                           | 18                           | 14                           |                              |
| 18                           | Polen                        | 25                           | 11                           | 24                           | 23                           | 22                           | 22                           | 23                           | 23                           |                              |
| 19                           | Letland                      | 15                           | 5                            | 5                            | 7                            | 5                            | 4                            | 5                            | 4                            | 7                            |
| 20                           | Roemenië                     | 23                           | 15                           | 10                           | 12                           | 19                           | 19                           | 14                           | 18                           |                              |
| 21                           | Spanje                       | 14                           | 20                           | 11                           | 13                           | 20                           | 16                           | 16                           | 16                           |                              |
| 22                           | Hongarije                    | 10                           | 22                           | 12                           | 15                           | 16                           | 14                           | 22                           | 20                           |                              |
| 23                           | Georgië                      | 9                            | 10                           | 7                            | 16                           | 6                            | 7                            | 15                           | 10                           | 1                            |
| 24                           | Azerbeidzjan                 | 6                            | 14                           | 13                           | 8                            | 7                            | 6                            | 26                           | 17                           |                              |
| 25                           | Rusland                      | 1                            | 1                            | 1                            | 3                            | 1                            | 1                            | 7                            | 2                            | 10                           |
| 26                           | Albanië                      | 21                           | 26                           | 23                           | 21                           | 18                           | 23                           | 25                           | 26                           |                              |
| 27                           | Italië                       | 11                           | 2                            | 6                            | 5                            | 13                           | 5                            | 4                            | 3                            | 8                            |

2015 · 2016 · 2017 · 2018 · 2019 · 2020 · 2021 · 2022 · 2023 · 2024 · 2025
Albanië · Armenië · Australië · Azerbeidzjan · België · Cyprus · Denemarken · Duitsland · Estland · Finland · Frankrijk · Georgië · Griekenland · Hongarije · Ierland · IJsland · Israël · Italië · Letland · Litouwen · Macedonië · Malta · Moldavië · Montenegro · Nederland · Noorwegen · Oostenrijk · Polen · Portugal · Roemenië · Rusland · San Marino · Servië · Slovenië · Spanje · Tsjechië · Verenigd Koninkrijk · Wit-Rusland · Zweden · Zwitserland